# Гігроцибе конічна
Гігроцибе конічна (Hygrocybe conica) — гриб з родини гігрофорових.

## Опис
Шапинка 2-6(8) см у діаметрі, гостроконусоподібна, пізніше конусоподібнорозпростерта, часто асиметрична, з нерівним, іноді лопатоподібним краєм, клейка, слизька, при підсиханні блискуча, жовта або оранжево-червона, при достиганні чорніє. Пластинки рідкі, жовтуваті, до краю яскраво-жовті, широкоприрослі. Спорова маса біла. Спори 6-14 Х 4-8 мкм. Ніжка 6-10 Х 0,5-1 см, жовта, донизу темніша, при натискуванні біля основи чорніє, волокниста, штрихувата, іноді тріщинувата, порожня. М'якуш жовтий, жовто-червоний, потім чорніє, без особливого запаху.

## Поширення
В Україні поширений у Лісостепу. Росте на луках у червні — листопаді. Неїстівний гриб.

## Охорона
Занесений до Офіційного переліку регіонально рідкісних рослин Київської області.